# Endurance (film)
Pour les articles homonymes, voir Endurance (homonymie).
Pour plus de détails, voir Fiche technique et Distribution.
Endurance est un film américain réalisé par Leslie Woodhead, sorti en 1998.

## Synopsis
L'histoire du coureur de fond éthiopien Haile Gebrselassie

## Fiche technique
- Titre : Endurance
- Réalisation : Leslie Woodhead
- Musique : John Powell
- Photographie : Ivan Strasburg
- Montage : Saar Klein et Oral Norrie Ottey
- Production : Terrence Malick, Max Palevsky et Edward R. Pressman
- Société de production : Channel Four Films, Helkon Media, La Junta et Walt Disney Pictures
- Pays :  États-Unis,  Royaume-Uni et  Allemagne
- Genre : Docufiction
- Durée : 83 minutes
- Dates de sortie : 
  -  Italie : août 1998 (Mostra de Venise)
  -  États-Unis : 14 mai 1999
  -  France : 13 septembre 2000

## Distribution
- Haile Gebrselassie : lui-même
- Shawananness Gebrselassie : la mère de Haile
- Yonas Zergaw : Haile Gebrselassie jeune
- Tedesse Haile : le père de Haile

## Accueil
Éric Leguèbe pour Le Parisien estime que « la sincérité du propos et la simplicité de la réalisation confèrent à ce film une force que bien des fictions ne peuvent transmettre ». Grégoire Leménager pour Le Nouvel Observateur qualifie le film « magnifique de sobriété » mais trouve le doublage « pénible ».